# دولت-ملت

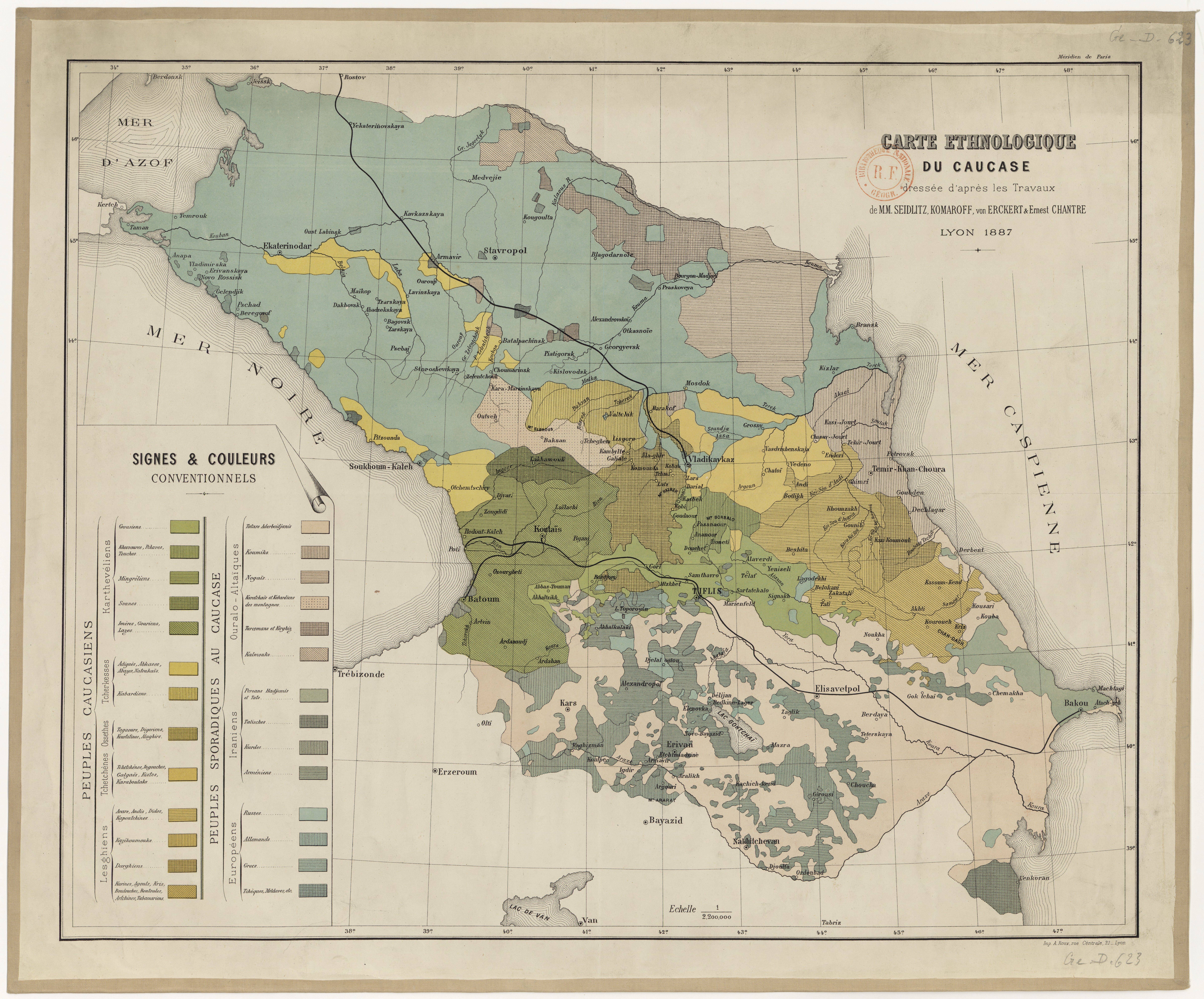
نقشه گروه‌های قومی قفقاز (۱۸۸۷ م) پیش از ایجاد دولت‌های ملی. اقوام مختلف کمابیش با هم و به صورت مختلط زندگی می‌کردند ولی با ایجاد دولت‌های ملی همچون ارمنستان، آذربایجان و…، مردم مجبور به زندگی در چارچوب دولت‌هایی شدند که مربوط با نژادشان بود.

دولت-ملت (به فرانسوی: État-Nation) یک واحد سیاسی است که در آن دولت، یک سازمان سیاسی متمرکز که بر جمعیتی در داخل یک قلمرو حکومت می‌کند، و ملت، جامعه‌ای مبتنی بر هویت مشترک، همخوانی دارند. این مفهوم دقیق‌تر از کشور است، زیرا یک کشور نیازی به داشتن یک گروه ملی یا قومی غالب ندارد. ملت-دولت یا در عبارات جدیدتر دولت سیاسی نوع خاصی از دولت ویژهٔ جهان مدرن است که در آن یک دستگاه سیاسی در قلمروی سرزمینی معینی دارای حق حاکمیت است و می‌تواند این حق را با قدرت نظامی پشتیبانی کند. در این نوع دولت، جمعیت کشور شهروند محسوب می‌شوند.
دولت-ملت، شکل خاصی از دولت‌سازی است که مشروعیت خود را از اعمال حاکمیت به نام یک ملت در واحد سرزمینی دارای حاکمیت کسب می‌کند. وبر، ملت-کشور مدرن را «ساختار سیاسی دارای حق انحصاری اعمال اقتدار مشروع در سرزمینی مشخص» تعریف کرده است. ملت-کشور پدیده‌ای مدرن است که عقلانی شدن ساختارهای گوناگون اداری، اقتصادی، فرهنگی و اجتماعی، آن را از ساختارهای سیاسی پیشین مانند امپراطوری‌ها و حکومت‌های قبیله‌ای متمایز می‌کند.
ایجاد دولت-ملت‌ها معضلات بسیاری نیز ایجاد کرده است. آرمان نهایی ملی‌گرایان، تطابق کامل مرزهای کشورشان با مناطقی است که ملتشان در آن ساکن هستند؛ ولی اغلب این اتفاق نمی‌افتد و هم‌پوشانی مرزهای سیاسی با مرزهای فرهنگی تا یک حدی است. سیاست‌های ملی‌گرایانه دولت‌ملت‌ها باعث جنگ‌ها و درگیری‌های بسیاری شده است. یک پژوهش در سال ۲۰۰۶ نشان داد اغلب جنگ‌های دوران مدرن به سه شکل مرتبط با دولت‌ملت هستند: گاهی یک ملت خواستار استقلال و ایجاد دولت خود است (مثلا استقلال الجزایر)، گاهی درون یک کشور چند ملت وجود دارد که اقلیت خواهان ایجاد دولت‌ملت مختص به خود می‌شوند (مانند فروپاشی اتحاد جماهیر شوروی) و گاه دو کشور همسایه با هم می‌جنگند چون یکی از این دو می‌خواهد بخشی از کشور دیگر که زبان و نژادی مشابه خودش دارد را تسخیر کند (مانند تصرف کریمه توسط روسیه).

## تاریخچه شکل‌گیری
با افول قدرت کلیسا در اروپای غربی، دولت-ملت‌های نخستین شکل گرفتند که نتیجه امضای پیمان وستفالی در تاریخ ۱۶۴۸ بود اما نقطه اوج کار در تاریخ ۱۷۸۹ بود، که با انقلاب مردم فرانسه پادشاهی سقوط کرد و برای نخستین بار ملت-دولت و اصل شهروندی در فرانسه به میان آمد.

## عناصر ملت-دولت
یک ملت-دولت از عناصر خاصی تشکیل شده است.
1. سرزمین یا گستره جغرافیایی با مرزهایی مشخص. در طول تاریخ سرزمین مهم‌ترین عنصر ملت-دولت بوده است و دولت‌ها مایل بوده‌اند تا آنجا که ممکن است بر گستره آن بیافزایند.
2. جمعیت که تا پیش از عصر جدید در قالب ملت تعریف نشده بود و افراد مقیم در مرزهای یک کشور رعایای سلطان محسوب می‌شدند و خود تبلور حاکمیت و حکومت بود.
3. حاکمیت مفهومی قانونی‌ست به معنای سیطره دولت در سراسر سرزمین، مشروع بودن و انحصار استفاده از زور و خشونت فیزیکی برای اعمال قوانین. حاکمیت در سیستم بین‌المللی نتیجه پیمان وستفالی در اروپا بود که بعدها از طریق استعمار و تأثیر اجتماعی و فرهنگی اروپا به سراسر جهان صادر شد.
4. حکومت گروهی از افراد که در چهارچوب دیوان‌سالاری دولت را اداره می‌کنند.[۱۱]

## تحول ملت-دولت‌ها
از نظر گیدنز، همهٔ دولت‌های کنونی، ملت-دولت محسوب می‌شوند. وی معتقد است در دولت‌های سنتی مفهوم حاکمیت به‌مراتب ضعیف‌تر از ملت-دولتها بود. همچنین در دولت‌های سنتی مفهوم شهروندی با حقوق و وظایف مشترک شکل نمی‌گرفت. وی شکل‌گیری ملت-دولت‌ها را با ظهور ناسیونالیسم در ارتباط می‌داند.
یکپارچگی سیاسی، استقلال از قدرت‌های خارجی، حاکمیت سرزمینی، برد سرزمینی بوروکراسی، مشارکت شهروندان در ادارهٔ کشور، و توسعهٔ اقتصادی و آموزشی عواملی هستند که برای سنجش میزان توسعهٔ سیاسی کشور مورد استفاده قرار می‌گیرند. در واقع، مفهوم ملت-دولت یا ملت-کشور مفهومی است که به عنوان یک نمونهٔ آرمانی به حل این گونه بحران‌ها در فرایند پیدایش ملت-کشور اشاره دارد. از این رو می‌توان استدلال کرد که فرایند یاد شده در بسیاری از کشورهای جهان – حتی کشورهای پیشرفتهٔ اقتصادی – در مسیر تحول و دگرگونی قرار داشته است. ملت-کشور شکل خاصی از دولت‌سازی است که مشروعیت خود را از اعمال حاکمیت به نام یک ملت در واحد سرزمینی دارای حاکمیت کسب می‌کند. وبر ملت-کشور مدرن را «ساختار سیاسی دارای حق انحصاری اعمال اقتدار مشروع در سرزمینی مشخص» تعریف کرده است. ملت-کشور پدیده‌ای مدرن است که عقلانی شدن ساختارهای گوناگون اداری، اقتصادی، فرهنگی و اجتماعی، آن را از ساختارهای سیاسی پیشین مانند امپراطوری‌ها و حکومت‌های قبیله‌ای متمایز می‌کند.

## تاریخ‌نگاری
مورخان اغلب به گذشته نگاه می‌کنند تا منشأ یک دولت ملت خاص را بیابند. در واقع، آنها اغلب آنقدر بر اهمیت دولت ملی در دوران مدرن تأکید می‌کنند که تاریخ دوره‌های پیشین را تحریف می‌کنند تا بر مسئله ریشه‌ها تأکید کنند. لنسینگ و انگلیسی استدلال می‌کنند که بسیاری از تاریخ قرون وسطی اروپا به گونه ای ساخته شده بود که از برندگان تاریخی پیروی کند - به ویژه دولت‌های ملی که در اطراف پاریس و لندن ظهور کردند. آنها استدلال می‌کنند که تحولات مهمی که مستقیماً به ایجاد یک دولت ملی منجر نشده‌اند نادیده گرفته می‌شوند:
یکی از تأثیرات این رویکرد امتیاز دادن به برندگان تاریخی بوده است، جنبه‌هایی از اروپای قرون وسطی که در قرون بعدی مهم شد، مهم‌تر از همه دولت ملی… مسلماً زنده‌ترین نوآوری فرهنگی در قرن سیزدهم، دریای مدیترانه بود که بر دربار و اداره چند زبانی فردریک دوم در پالرمو متمرکز بود… سیسیل و جنوب ایتالیا در قرن‌های بعد از رنج طولانی رنج بردند. به سمت فقر و حاشیه نشینی مازاد بر مالیات فرورفته است؛ بنابراین، روایات کتاب‌های درسی، نه بر پالرموی قرون وسطایی، با بوروکراسی‌های مسلمان و یهودی و پادشاه عرب زبان، بلکه بر برندگان تاریخی، پاریس و لندن تمرکز دارند.